# المپیک زمستانی ۱۹۹۴
بازی‌های المپیک زمستانی ۱۹۹۴ (به انگلیسی: XVII Olympic Winter Games) در شهر لیلهامر، نروژ از ۱۲ تا ۲۷ فوریه ۱۹۹۴ برگزار شد.
در این دوره از بازی‌ها روسیه با ۱۱ طلا، ۸ نقره و ۴ برنز مقام اول این رقابت‌ها را به دست آورد. کشور میزبان با ۱۰ طلا، ۱۱ نقره و ۵ برنز با یک پله صعود نسبت به دوره قبل دوم شد. ایالات متحده آلمان با ۹ طلا، ۷ نقره و ۸ برنز مقام سوم را کسب کرد. تیم ایران نیز در این دوره از بازی‌ها شرکت نکرده است.

## ورزش‌ها
| - اسکی آلپاین (۱۰) () - ورزش دوگانه (۶) () - بابسلد (۲) () - اسکی صحرانوردی (۱۰) () - اسکیت نمایشی (۴) () - اسکی نمایشی (۴) () | - هاکی روی یخ (۱) () - لژسواری (۳) () - نوردیک ترکیبی (۲) () - اسکی پرش (۳) () - اسکیت سرعت مسیر کوتاه (۶) () - اسکیت سرعت (۱۰) () |

## کشورهای شرکت‌کننده
- ساموآی آمریکا (۲)
- آندورا (۶)
- آرژانتین (۱۰)
- ارمنستان (۲)
- استرالیا (۲۵)
- اتریش (۸۰)
- بلاروس (۳۳)
- بلژیک (۵)
- برمودا (۱)
- بوسنی و هرزگوین (۱۰)
- برزیل (۱)
- بلغارستان (۱۷)
- کانادا (۹۵)
- شیلی (۳)
- چین (۲۴)
- کرواسی (۳)
- قبرس (۱)
- جمهوری چک (۶۳)
- دانمارک (۴)
- استونی (۲۶)
- فیجی (۱)
- فنلاند (۶۱)
- فرانسه (۹۸)
- گرجستان (۵)
- آلمان (۱۱۲)
- بریتانیای کبیر (۳۲)
- یونان (۹)
- مجارستان (۱۶)
- ایسلند (۵)
- اسرائیل (۱)
- ایتالیا (۱۰۴)
- جامائیکا (۴)
- ژاپن (۵۷)
- قزاقستان (۲۹)
- کره جنوبی (۲۱)
- قرقیزستان (۱)
- لتونی (۲۷)
- لیختن‌اشتاین (۱۰)
- لیتوانی (۶)
- لوکزامبورگ (۱)
- مکزیک (۱)
- مولداوی (۲)
- موناکو (۵)
- مغولستان (۱)
- هلند (۲۱)
- نیوزیلند (۷)
- نروژ (۸۸) (میزبان)
- لهستان (۲۸)
- پرتغال (۱)
- پورتوریکو (۵)
- رومانی (۲۳)
- روسیه (۱۱۳)
- سان مارینو (۳)
- سنگال (۱)
- اسلواکی (۴۲)
- اسلوونی (۲۲)
- آفریقای جنوبی (۲)
- اسپانیا (۱۳)
- سوئد (۸۴)
- سوئیس (۵۹)
- چین تایپه (۲)
- ترینیداد و توباگو (۲)
- ترکیه (۱)
- اوکراین (۳۷)
- ایالات متحده آمریکا (۱۴۷)
- ازبکستان (۷)
- جزایر ویرجین (۸)

## جدول مدال‌ها
*   کشور میزبان (نروژ)
| رتبه            | کشور                | طلا | نقره | برنز | مجموع |
| --------------- | ------------------- | --- | ---- | ---- | ----- |
| ۱               | روسیه               | ۱۱  | ۸    | ۴    | ۲۳    |
| ۲               | نروژ*               | ۱۰  | ۱۱   | ۵    | ۲۶    |
| ۳               | آلمان               | ۹   | ۷    | ۸    | ۲۴    |
| ۴               | ایتالیا             | ۷   | ۵    | ۸    | ۲۰    |
| ۵               | ایالات متحده آمریکا | ۶   | ۵    | ۲    | ۱۳    |
| ۶               | کره جنوبی           | ۴   | ۱    | ۱    | ۶     |
| ۷               | کانادا              | ۳   | ۶    | ۴    | ۱۳    |
| ۸               | سوئیس               | ۳   | ۴    | ۲    | ۹     |
| ۹               | اتریش               | ۲   | ۳    | ۴    | ۹     |
| ۱۰              | سوئد                | ۲   | ۱    | ۰    | ۳     |
| ۱۱              | ژاپن                | ۱   | ۲    | ۲    | ۵     |
| ۱۲              | قزاقستان            | ۱   | ۲    | ۰    | ۳     |
| ۱۳              | اوکراین             | ۱   | ۰    | ۱    | ۲     |
| ۱۴              | ازبکستان            | ۱   | ۰    | ۰    | ۱     |
| ۱۵              | بلاروس              | ۰   | ۲    | ۰    | ۲     |
| ۱۶              | فنلاند              | ۰   | ۱    | ۵    | ۶     |
| ۱۷              | فرانسه              | ۰   | ۱    | ۴    | ۵     |
| ۱۸              | هلند                | ۰   | ۱    | ۳    | ۴     |
| ۱۹              | چین                 | ۰   | ۱    | ۲    | ۳     |
| ۲۰              | اسلوونی             | ۰   | ۰    | ۳    | ۳     |
| ۲۱              | بریتانیای کبیر      | ۰   | ۰    | ۲    | ۲     |
| ۲۲              | استرالیا            | ۰   | ۰    | ۱    | ۱     |
| مجموع (۲۲ کشور) | مجموع (۲۲ کشور)     | ۶۱  | ۶۱   | ۶۱   | ۱۸۳   |